# 汉普顿 (佛罗里达州)
汉普顿（英語：Hampton），是美国佛罗里达州布拉福縣下属的一座城市。建立于1870年。面积约为2.7平方公里（约合1平方英里）。根据2010年美国人口普查，该市有人口1,935人。论人口在本州排行第287。